# Cekhauz (Białystok)
Cekhauz – barokowo-klasycystyczny budynek znajdujący się w centrum Białymstoku przy Rynku Kościuszki 4. Obecnie powstaje tam nowa siedziba Galerii im. Sleńdzińskich.

## Opis
Budynek wybudowany w kształcie dworku szlacheckiego przez hetmana Jana Klemensa Branickiego w latach 1795-1807. Pierwotnie przeznaczony miał on być na zbrojownię, jednak ostatecznie służył jako magazyn sprzętu strażackiego.
Na przełomie XIX i XX wieku w budynku mieściła się kuchnia prowadzona przez Białostockie Stowarzyszenie Trzeźwości. W okresie międzywojennym budynek był zagospodarowany przez sklepy i kawiarnię. Od 1919 miasto wydzierżawiło budynek Chrześcijańskiemu Stowarzyszeniu Spółdzielczemu "Zjednoczenie". Rosjanie w 1939 zaplanowali przebudowę dawnej zbrojowni na kawiarnię, co zostało zrealizowane przez niemieckich okupantów w 1941, nazywając kawiarnię „Deutsches Hauskaffe”.
W lipcu 1944 r. Cekhauz zniszczono, po wojnie w latach 1953-1956 został odbudowany według projektu Zenona Filipczuka, nie oddając pierwotnego wyglądu w dużym stopniu. W nowym budynku mieściła się Pracownia Konserwacji Zabytków Architektonicznych i siedziba Wojewódzkiego Konserwatora Zabytków. 
Od 6 sierpnia 2008 na placu przed budynkiem znajduje się pomnik marszałka Józefa Piłsudskiego.
W latach 1960–2018 znajdowała się tam siedziba Archiwum Państwowego. Aktualnie budynek został przekazany Galerii im. Sleńdzińskich i trwają nad nim prace remontowe.